# Костел Непорочного Зачаття Пресвятої Діви Марії (Смоленськ)
Костел Непорочного Зачаття Пресвятої Діви Марії — недіючий на 2010 рік католицький храм у Смоленську. Споруда в аварійному стані. Використовується як місцевий архів.

## Історія
Храм для католицької громади міста виникав неодноразово в різні століття. Перший католицький храм в місті побудували в 12 столітті на торговищі в ім'я Святої Діви Марії. В тогочасних документах він відомий як «латинська божниця», «німецька божниця». Храм не був приналежністю німців, бо назва «німці» в той час розповсюджувалася на усіх західноєвропейських та прибалтійських візитерів Смоленська і значила «іноземець». Поряд була розташована і «Німецька слобода» міста. Збережений детальний опис «латинської божниці», а її доля простежена до 14 століття.
В підлитовський період (1404—1514) Смоленськ увійшов до складу Литви. Німецька слобода занепала.
По захопленню Смоленська у 1611 році вояками польського короля Сигізмунда III більшість православних церков міста була поруйнована. Невизнання російських святих і їх храмів (Бориса й Гліба, Амвросія) польськими католиками не розповсюджувалося на Апостолів. Давньоруська церква Святих Апостолів Петра і Павла 12 століття віталася через шанування цих святих і католиками. Церква Петра і Павла на Городянці була перетворена на костел, поки в Смоленську йшло будівництво катедрального собору. Почалося ополячення міста — воно отримало магдебурзьке право, діловодство дозволили вести 10 років польською з переходом опісля на наукову мову середньовіччя — латину. В місто біло запрошено орден францисканців. Смоленську фортецю забрали оо. єзуїти. У 1614—1616 рр. в Смоленську — голод. Католицькі громади міста мобілізовані на підтримку голодуючих.

## Католицький колегіум в Смоленську
Священиками оо. єзуїтами в Смоленську Речі Посполитої засновано королівський єзуїтський колегіум. Єзуїти століттями опікувались освітою парафіян-католиків. Колегіум діяв у 1623—1654 роках. Учні Смоленського колегіуму опановували латину (мову тогочасної науки), математику, філософію.

## Відновлення католицької єпархії
Відновлення католицької єпархії тривало майже 25 років. Аби прискорити справу, у папський Рим відбув посланець від Віленської єпархії. Посланець Парчевский П. перебував один рік у Ватикані, поки йшли підрахунки проекту і вироблення рішення. Папський документ про створення катедри у Смоленську датовано  1 вересня 1636 р. Прибутки єпархії оцінювались в 4.000 флоринів на рік, що вважалось достатнім для проживання сімдесяти осіб. Кількість священнослужителів зменшили заради отримання додаткових коштів на побудову нового катедрального храму. У 1637 р. католицький єпископ Смоленський Петро Парчевський правив першу службу в новій єпархії. Ополячення в Смоленську прийняло компромісні форми через спротив місцевого населення. В краї діяли також Православна та Греко-Католицька катедри.

## Відвоювання Московією
23 вересня 1654 р . польський гарнізон у Смоленську капітулював перед вояками московського царя Олексія Михайловича. Польські поселенці отримали право повернутися на історичну батьківщину. За польсько-литовський період поселенці змішалися з місцевим населенням і відрізнялися перейнятими європейськими звичками від московитів. Але православ'я почало головувати. До 1748 р. всі католицькі монастирі в краї були ліквідовані, в самому Смоленську існував лише один костел.
В кінці 18 століття в підросійський Смоленськ знову прибули оо. францисканці. Вони були пастирями в місцевій католицькій парафії, службу правили в маленькому дерев'яному храмі, приблизно на тому ж місці, де стоїть зараз неоготичний костел.
В часи боїв 1812 р. дерев'яний храм францисканців згорів. У 1814 р. губернський архітектор Смоленська створив проект нового католицького храму, який вибудували і що проіснував до 1838 р. Католицька громада зібрала кошти і отримала дозвіл на побудову більшого храму в ім'я Різдва Пресвятої Богородиці. Кам'яну церкву вибудували за один рік. Храм постав на місці католицького дерев'яного неподалік цвинтаря, де поховали багатьох померлих і убитих вояків наполеонівських полків. Кам'яну церкву створили у стилі пізнього російського класицизму.

## Неоготичний костел

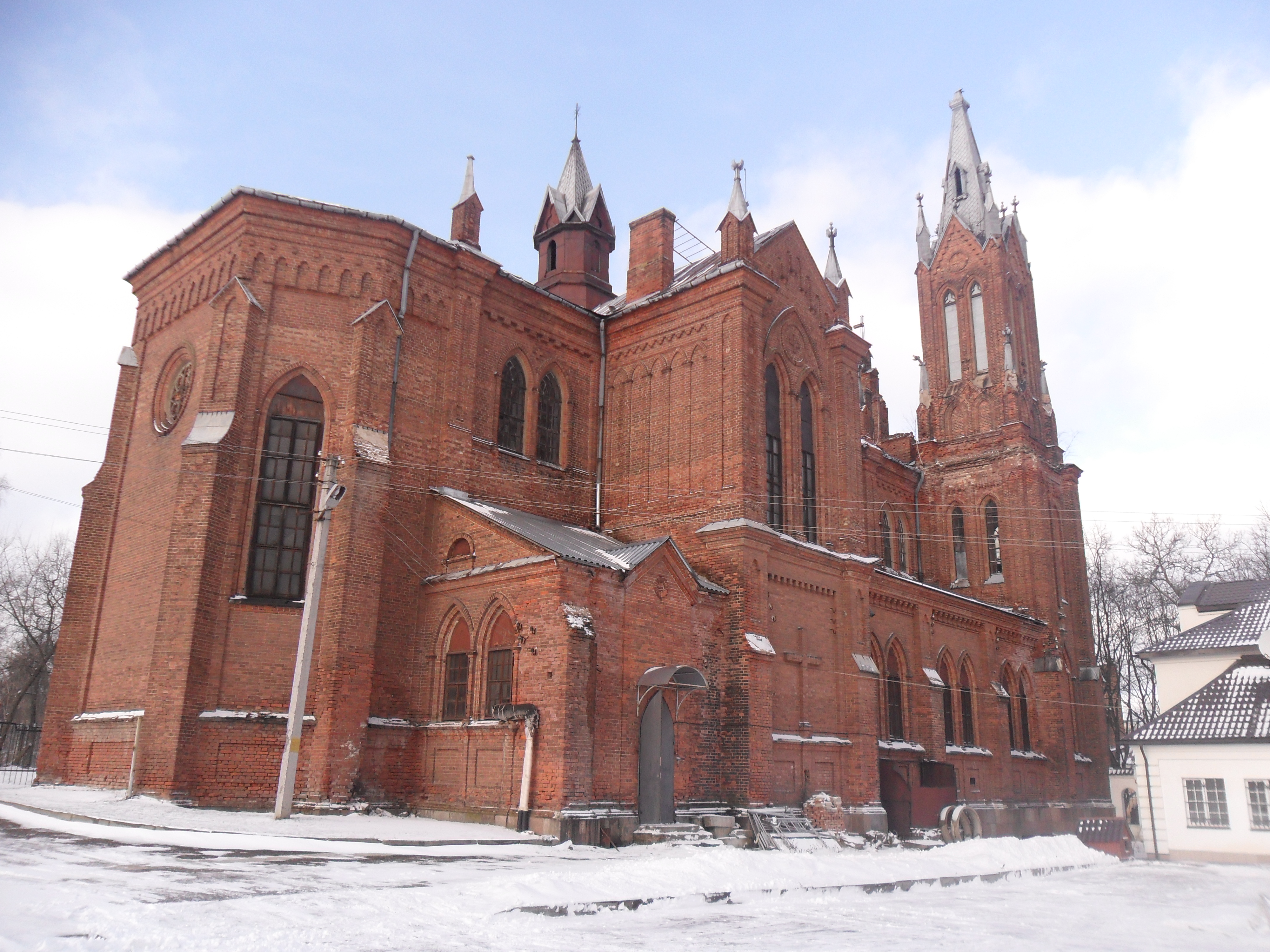
Бічний фасад

Зростання католицької громади міста призвело до появи проекту нового, більшого за розмірами храму. Проект нового храму створив архітектор М. Ф. Мейшнер. Він же і розпочав його будівництво у 1894 році. Стіни храму зводила будівельна бригада під керівництвом інженера Леона Дубейковського. По смерті М. Ф. Мейшнера будівництво продовжив його син, а завершив архітектор Є. Ф. Лещинський. 13 жовтня 1896 р. правили перше богослужіння в новому храмі з органом і вітражами. Церква мала земельну ділянку і низку допоміжних споруд. На початку 20 століття кількість парафіян зросла до 9.000 осіб.

## За часів СРСР

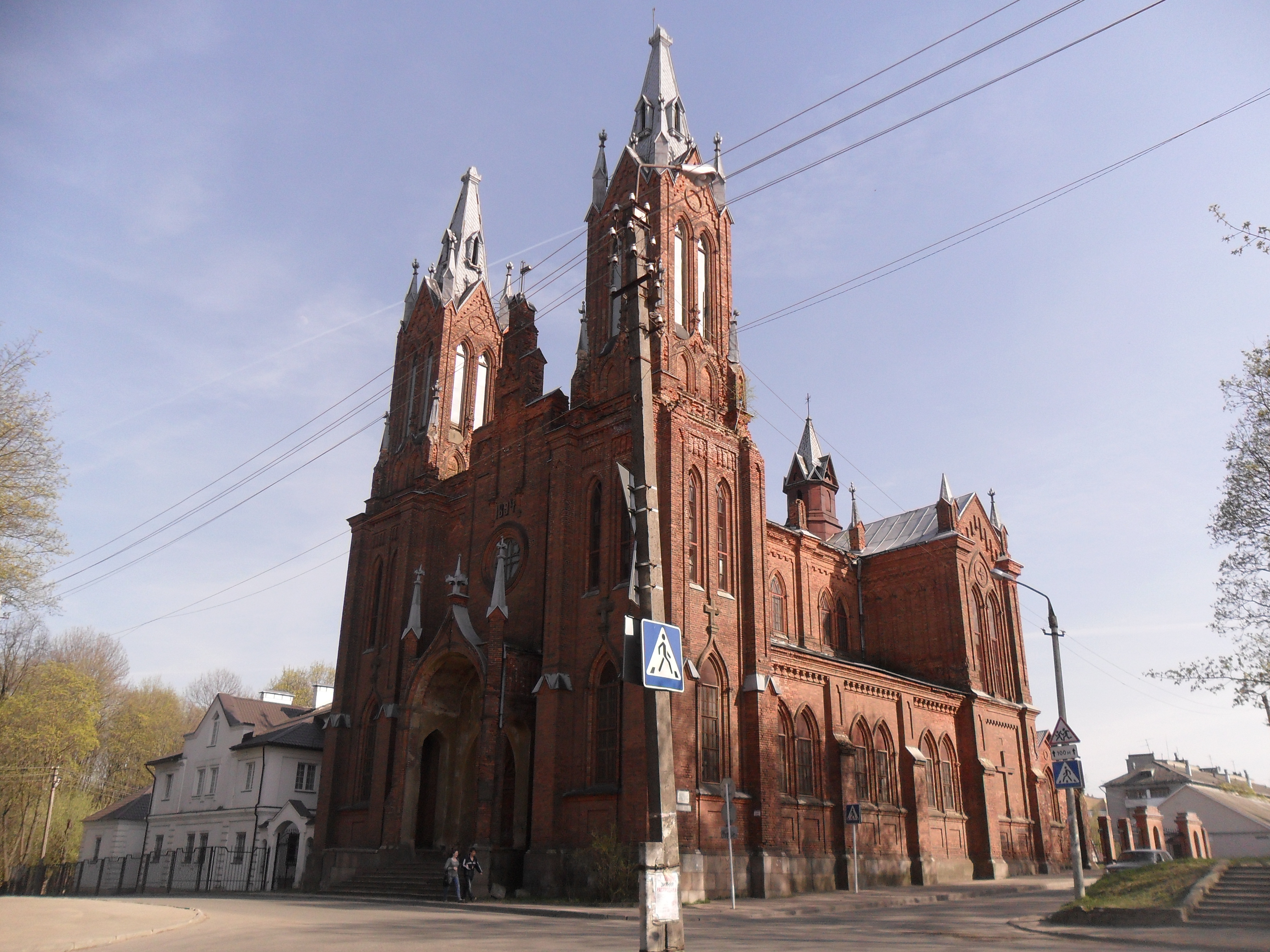

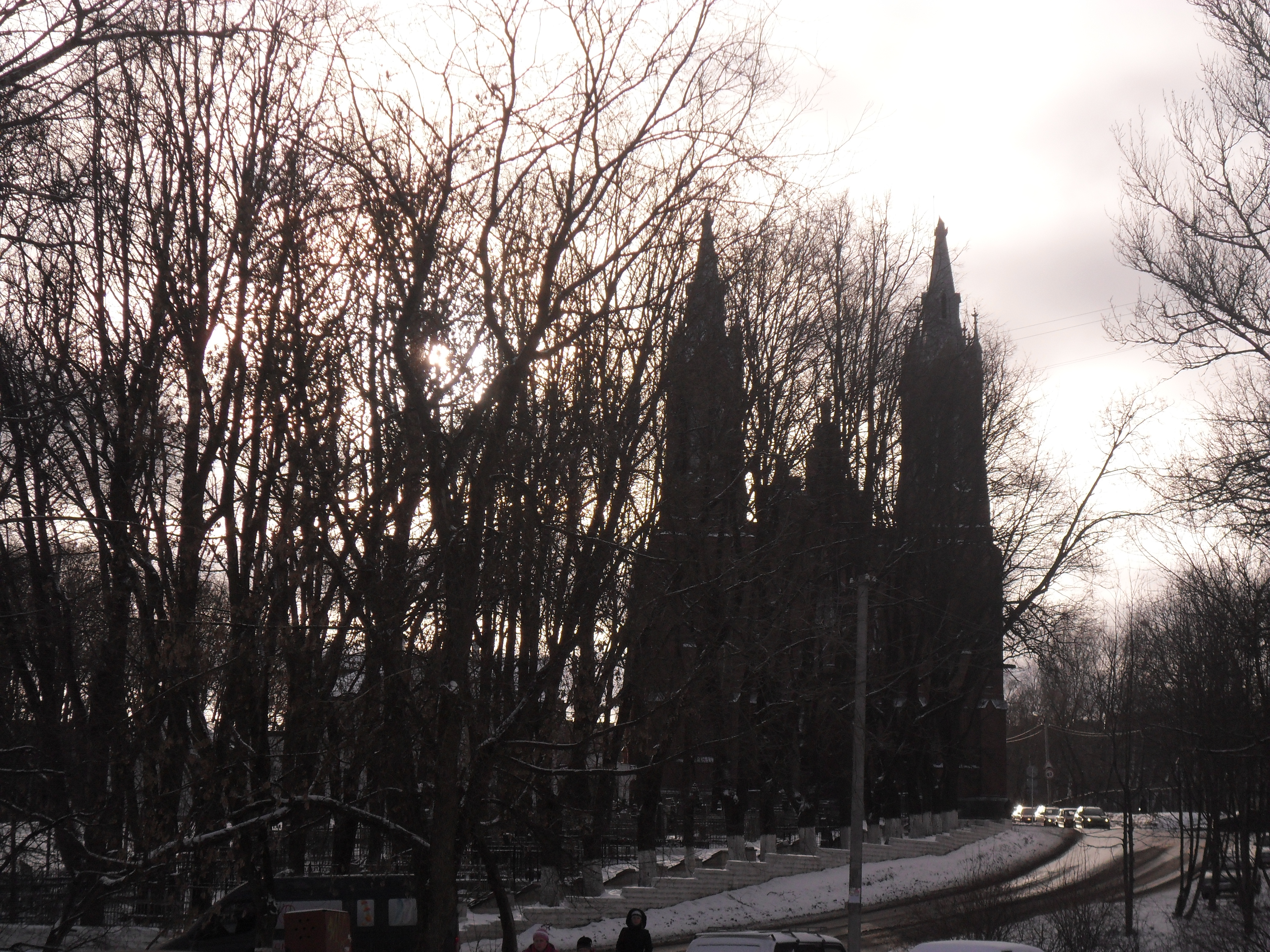

В грудні 1917 р. був заснований Смоленський деканат, до складу якого увійшли усі парафії Смоленського краю. У 1918 р. з усіх культових закладів, не оминаючи й католицьких, радянська влада конфіскувала метричні книги. Погіршенню стану Католицької Церкви в країні сприяв військовий конфлікт між більшовицькою Росією та Польщею, що відновила власну державність. Погіршенню стану сприяла і поразка Червоної Армії, а також виплата Урядом Москви велетенської репарації за матеріальні збитки незалежній Польщі. Так, у ході репарацій Польщі повернуто усі картини Яна Матейко, що були в спецхранах Москви і низка її мистецьких скарбів, вивезених з Польщі ще за часів Російської імперії.
Влітку 1921 р. розпочався голод. Більшовицький уряд ініціював конфіскацію церковних коштовностей. 22 березня 1922 р . оприлюднили Декрет ВЦВК про конфіскацію церковних скарбів нібито на користь голодуючих, що було початком концентрації радянським урядом великих коштів у власних руках. Більшовицький уряд робив необтяжливі для політичних лідерів Москви дії по привласненню церковного, приватного і музейного майна для досягнення власних, антикультурних, антинародних політичних кампаній. Конфісковували як церковне майно, так і майно приватних осіб — роялі, килими, бібліотеки, коштовні тканини. Конфісковане майно перевозили у Москву, де сортували. Найкоштовніші речі йшли на продаж, як за кордон, так і в Москві через велику мережу крамниць.
З храмів забирали вироби із золота і срібла, міді, ікони в коштовних шатах, церковні дзвони, коштовні сукні. У католицької громади Смоленська відібрали низку споруд, серед яких -
- благодійні прихистки, чоловічий та жіночий
- будинок вікарія
- будинок настоятеля тощо.

Низка споруд відведена під житло мешканців міста, частка споруд перетворена на виробничі майстерні.
У 1926 р. неоготичний храм став майном губернського музею. Але громаду не чіпали до 1937 року. У 1936 р. арештовано настоятеля. З 1937 р. богослужіння заборонені — «запрещены по техническим причинам». Церковні активісти арештовані і розстріляні. До кінця 1939 р. католицька парафія була знищена. 14 січня 1940 р. рішенням Смоленської радянської облради храм був зачинений, а приміщення передано архіву НКВС.
В повоєнні роки церква використовується як архів. У 1950-ті рр. демонтовано і виламано орган храму, металеві труби якого здали на металобрухт. Розбиті майже всі вітражі. Вікна церкви забиті шматками фанери. В приміщення архіву нема доступу, хоча туди передані пам'ятки і документи 17-19 століть, що випадково збереглися під час воєн, руйнацій міста та пожеж.
На початку 21 століття парафія не відновлена. Храм слугує приміщенням архіву.